# Autobianchi Y10
Autobianchi Y10 — міський автомобіль, що вироблявся з 1985 по 1995 рік і продається під торговою маркою Lancia на більшості експортних ринків (як Lancia Y10). 

## Опис
Автомобіль виготовлявся на заводі Autobianchi Fiat у Дезіо, Мілан до 1992 року, а потім в Арезе, поблизу заводів Alfa Romeo. Він запропонував дуже високий рівень оздоблення для свого ринкового сегмента.  
У Y10 з'явилася нова конструкція підвіски на задній жорсткій осі (яка називається віссю Omega), яка згодом була встановлена на модернізовану Fiat Panda. 
Незважаючи на свою коротку довжину, Y10 мала коефіцієнт опору всього 0,31.втомобіль продавався досить непогано (близько 850 000 за перші сім років), незважаючи на те, що він був більш дорогим продуктом, ніж його побратими Fiat, завдяки своєму унікальному стилю та розкішній обробці.
Його відмінна аеродинаміка, що характеризується дуже чистими лініями, також забезпечила велику економію палива.  
Lancia залишився в сегменті з аналогічно проданим Ypsilon. 
Продажі у Сполученому Королівстві ніколи не були дуже сильними, і він був знятий з продажу там наприкінці 1991 року. Це було більше двох років, перш ніж Lancia повністю вийшла з Британії та всіх інших ринків RHD.

### Історія за всі роки виробництва

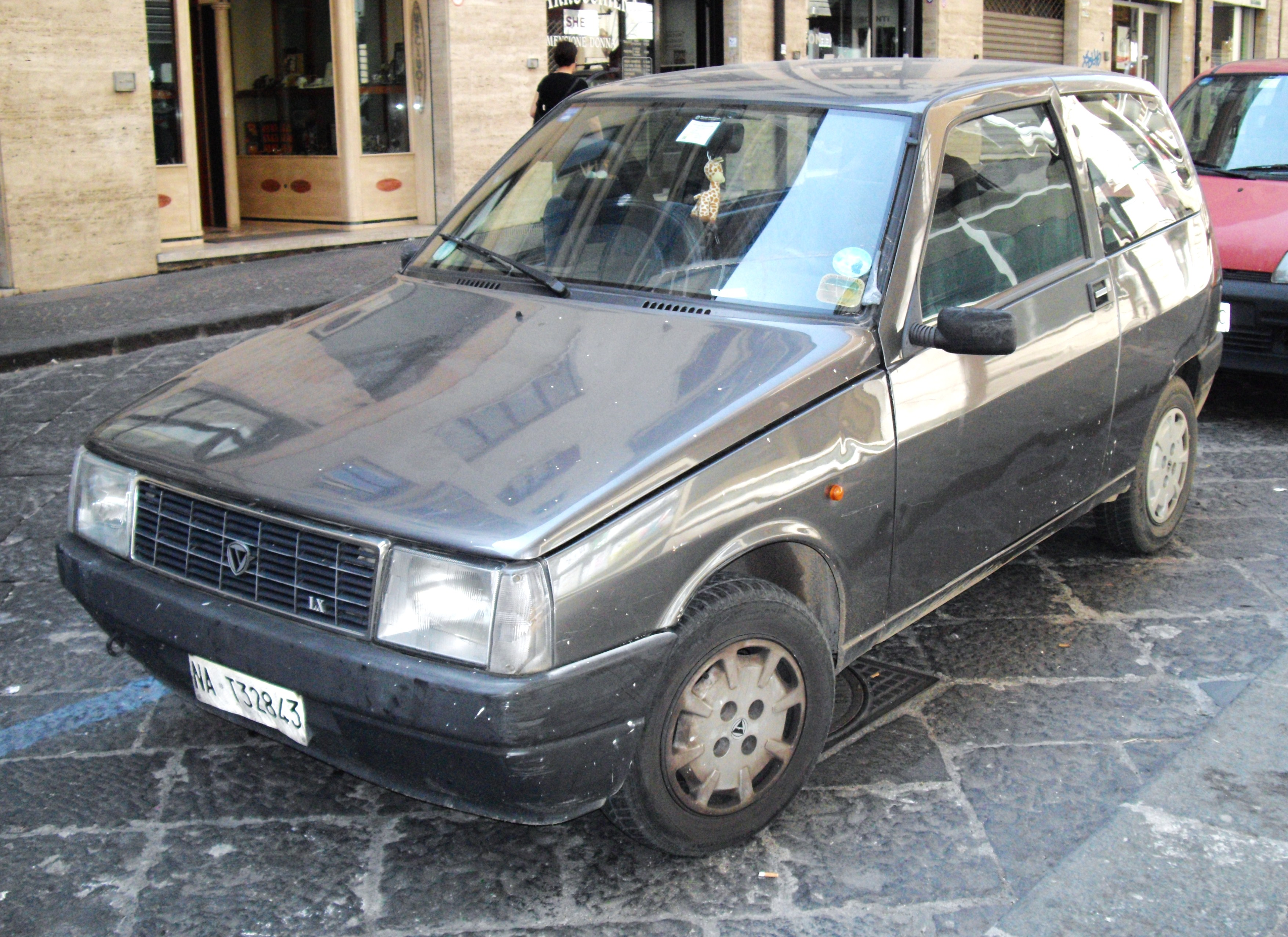
Перша серія (1985-1988)
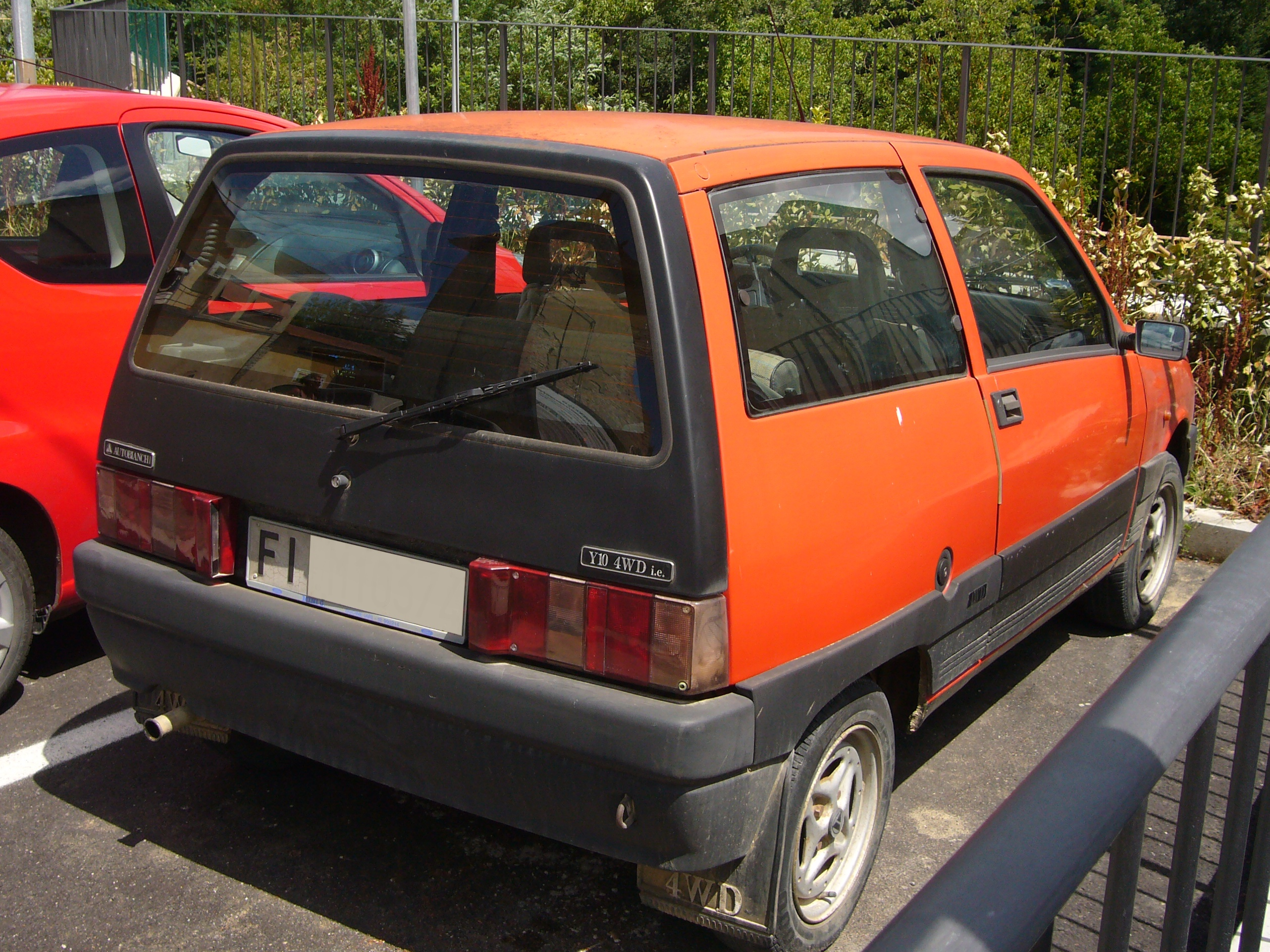
Перша серія (1985-1988)
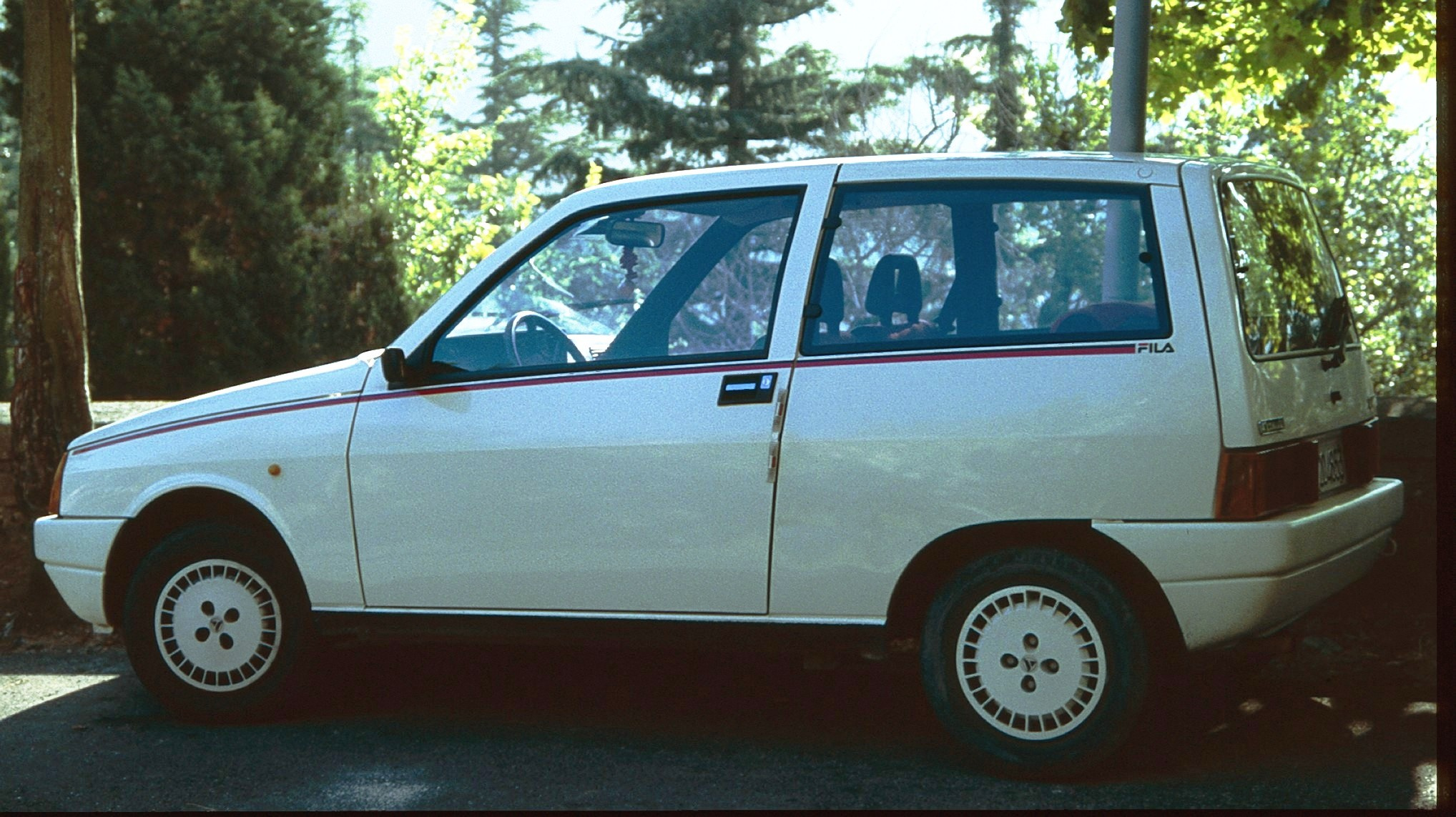
Y10 Fila (перша серія)
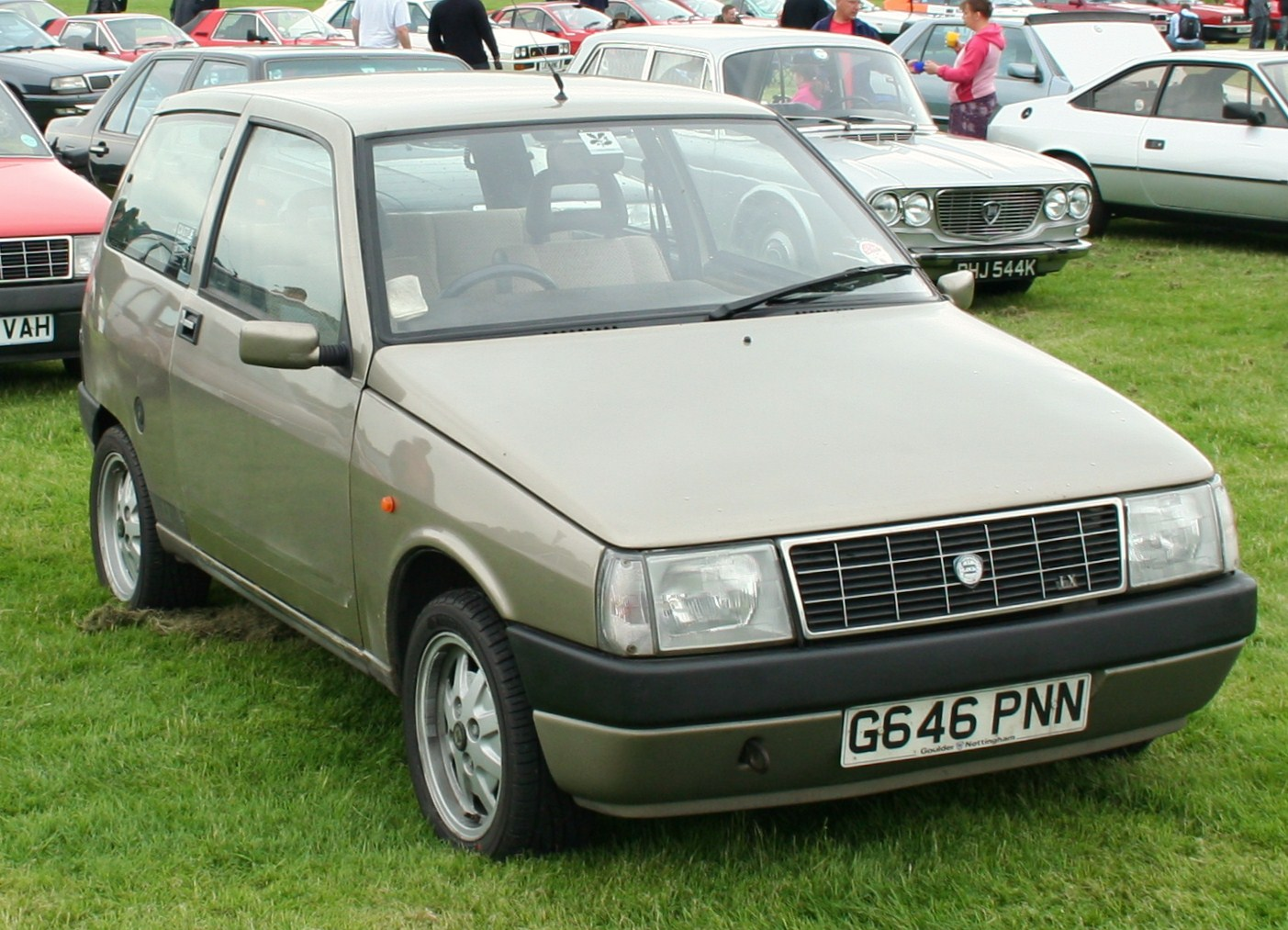
Друга серія (1989-1992)
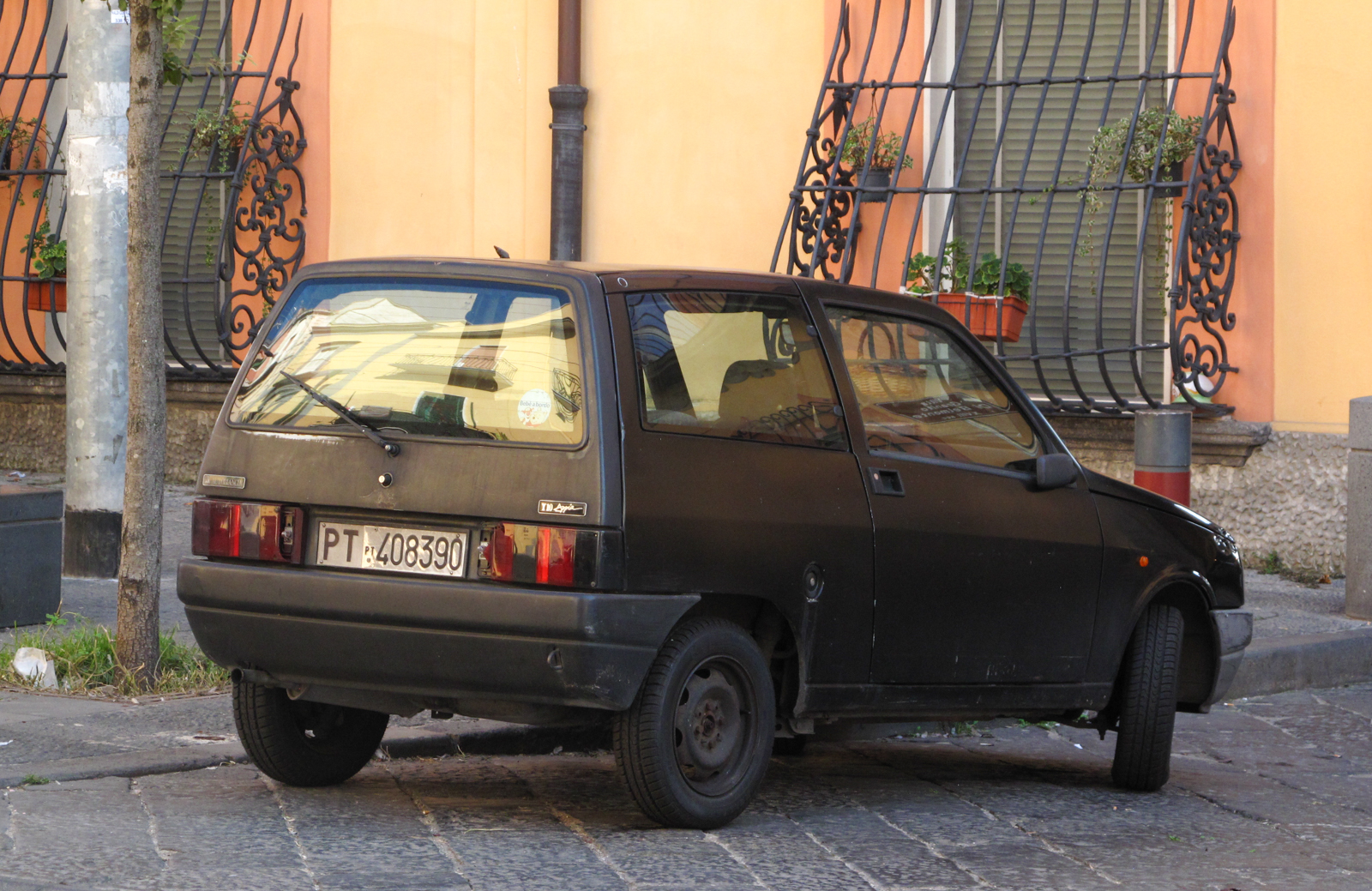
Друга серія (1989-1992)
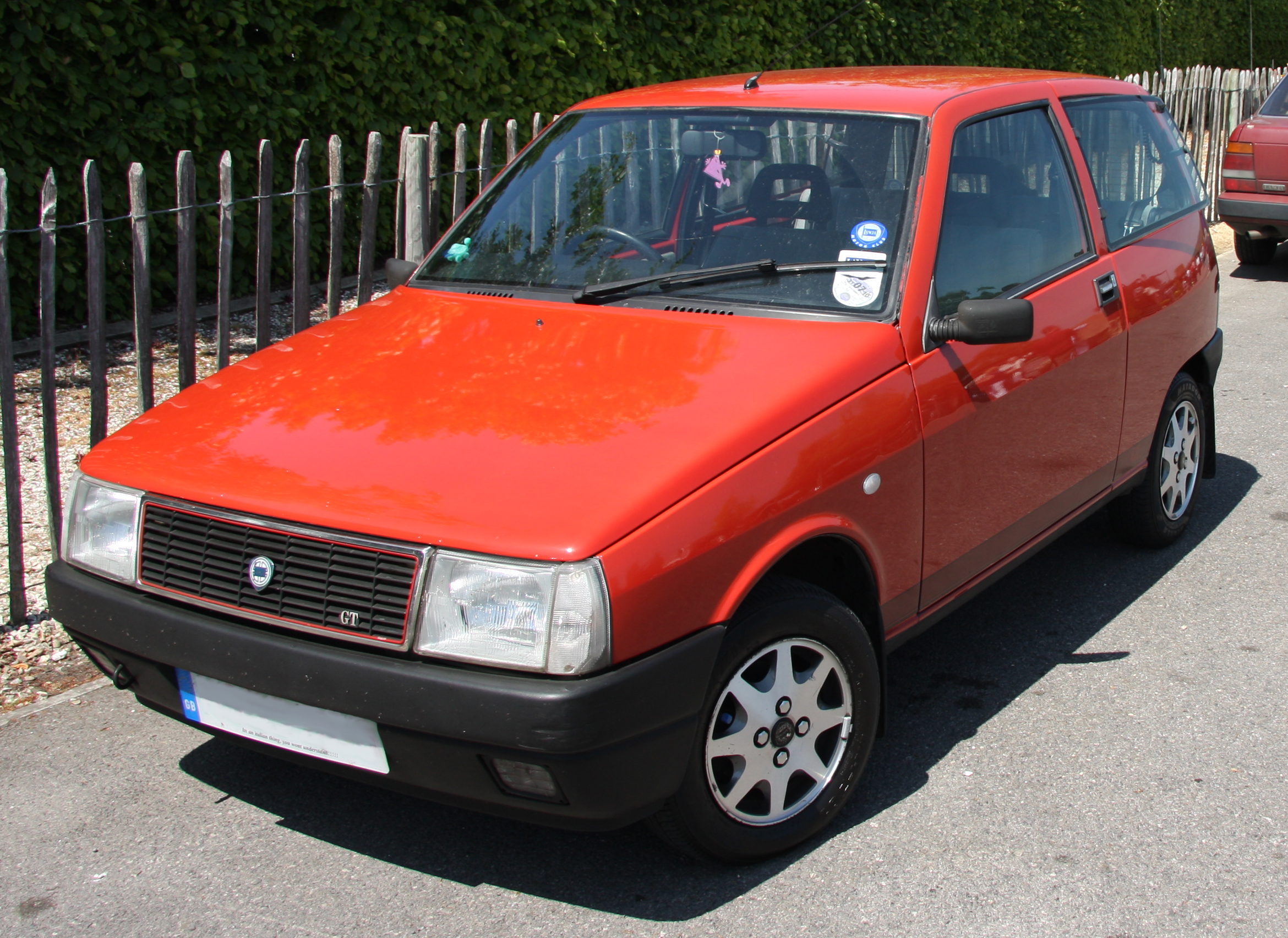
Lancia Y10 GT (друга серія)
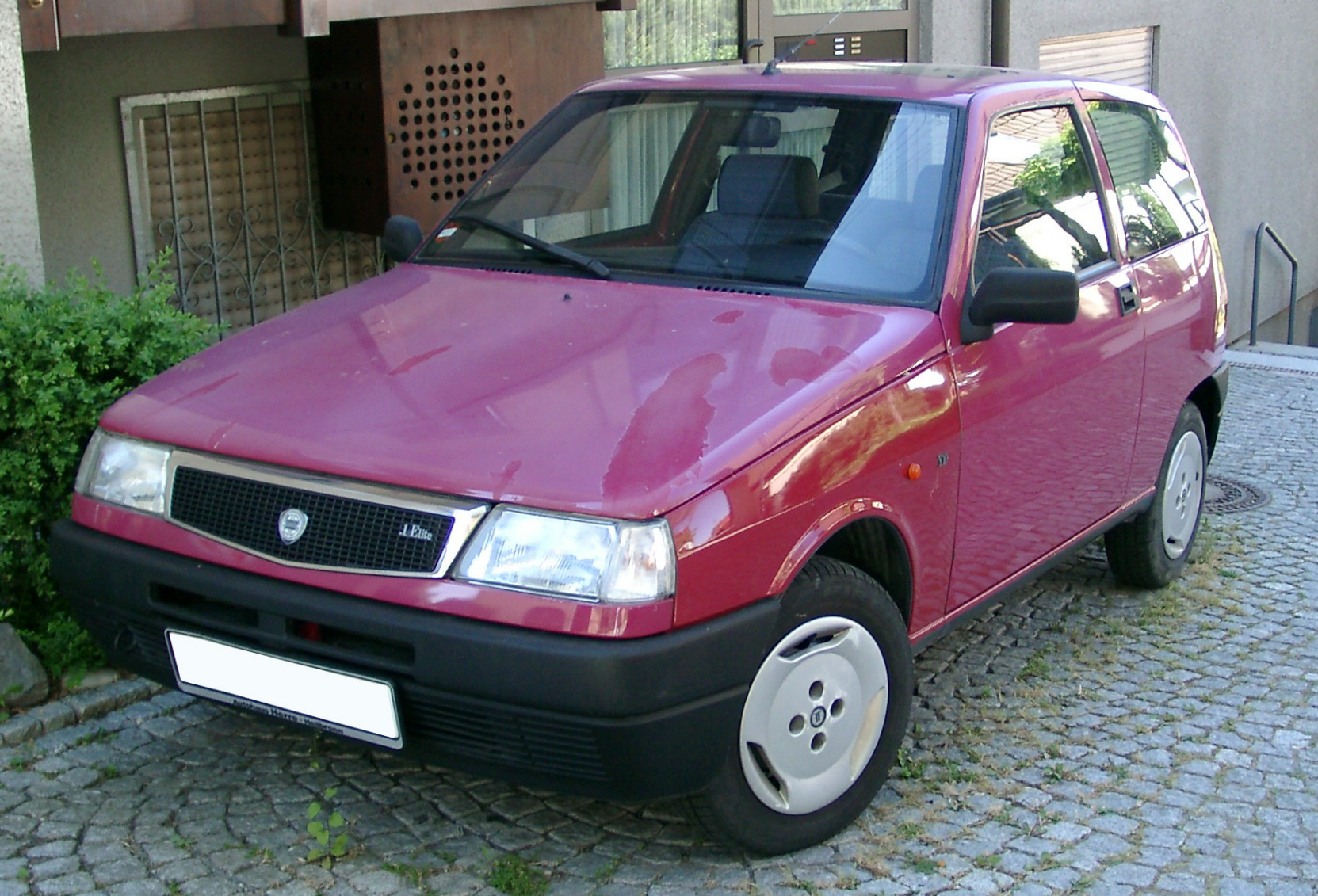
Третя серія (1992-1995)
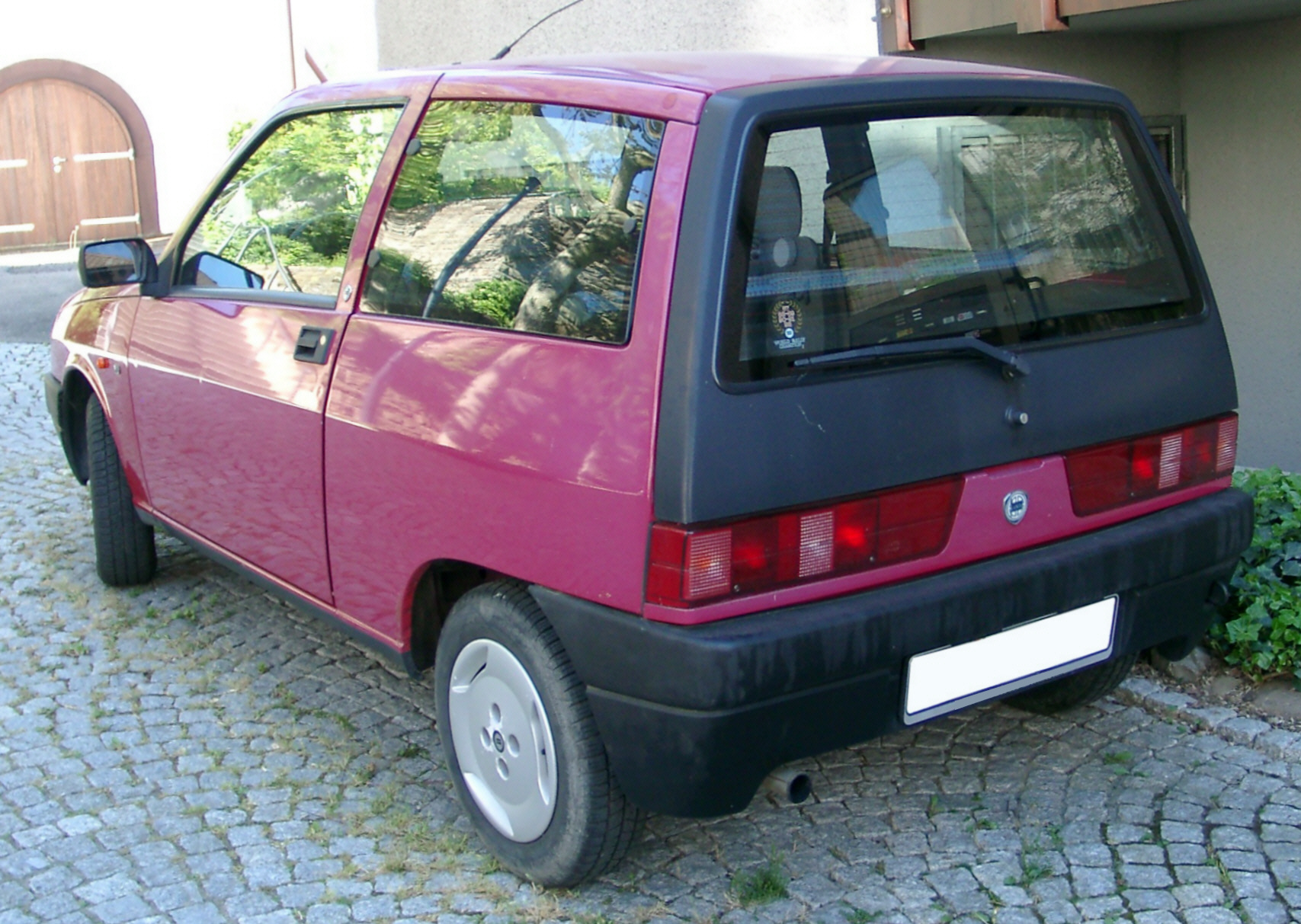
Третя серія (1992-1995)

## Двигуни
- 999 см3 FIRE I4
- 1049 см3 156A.000 I4
- 1049 см3 156A1.000 turbo I4
- 1108 см3 FIRE I4
- 1297 см3 146A5.046 I4
- 1301 см3 156B.000 I4